# Mohelenská hadcová step
Mohelenská hadcová step je národní přírodní rezervace tyčící se nad meandrem řeky Jihlavy nazývaným „Čertův ocas“. Leží nedaleko obce Mohelno v okrese Třebíč v místních lokalitách Mohelnská step na levém a Čertova hráz na pravém břehu. Rezervaci o rozloze 108,94 ha spravuje AOPK ČR, Regionální pracoviště Správa CHKO Žďárské vrchy. Hadcová step patří k jedné z nejcennějších lokalit v České republice i v Evropě. Nadmořská výška zde kolísá od 260 m n. m. do 385 m n. m. Mohelenská step byla vyhlášena za chráněné území už 31. prosince 1933, a to kvůli rozmanitosti fauny a flory, kterou způsobuje hadcové podloží. Hadec neboli serpentinit je silně bazická tmavozelená či černozelená hornina dobře akumulující teplo. Hadcové půdy jsou bohaté na hořčík, ale velmi chudé na živiny. V kombinaci s nedostatkem srážek má tento substrát nepříznivé účinky na mnoho druhů rostlin a způsobuje například nanismus.
Na území stepi se nachází kriticky ohrožená podmrvka hadcová (Notholaena marantae), sleziník nepravý (Asplenium adulterinum) a ze živočichů kudlanka nábožná (Mantis religiosa), ploskoroh pestrý (Libelloides macaronius) a ještěrka zelená (Lacerta viridis). Bylo zde také zjištěno 91 ze 107 středoevropských druhů mravenců.

## Charakteristika území

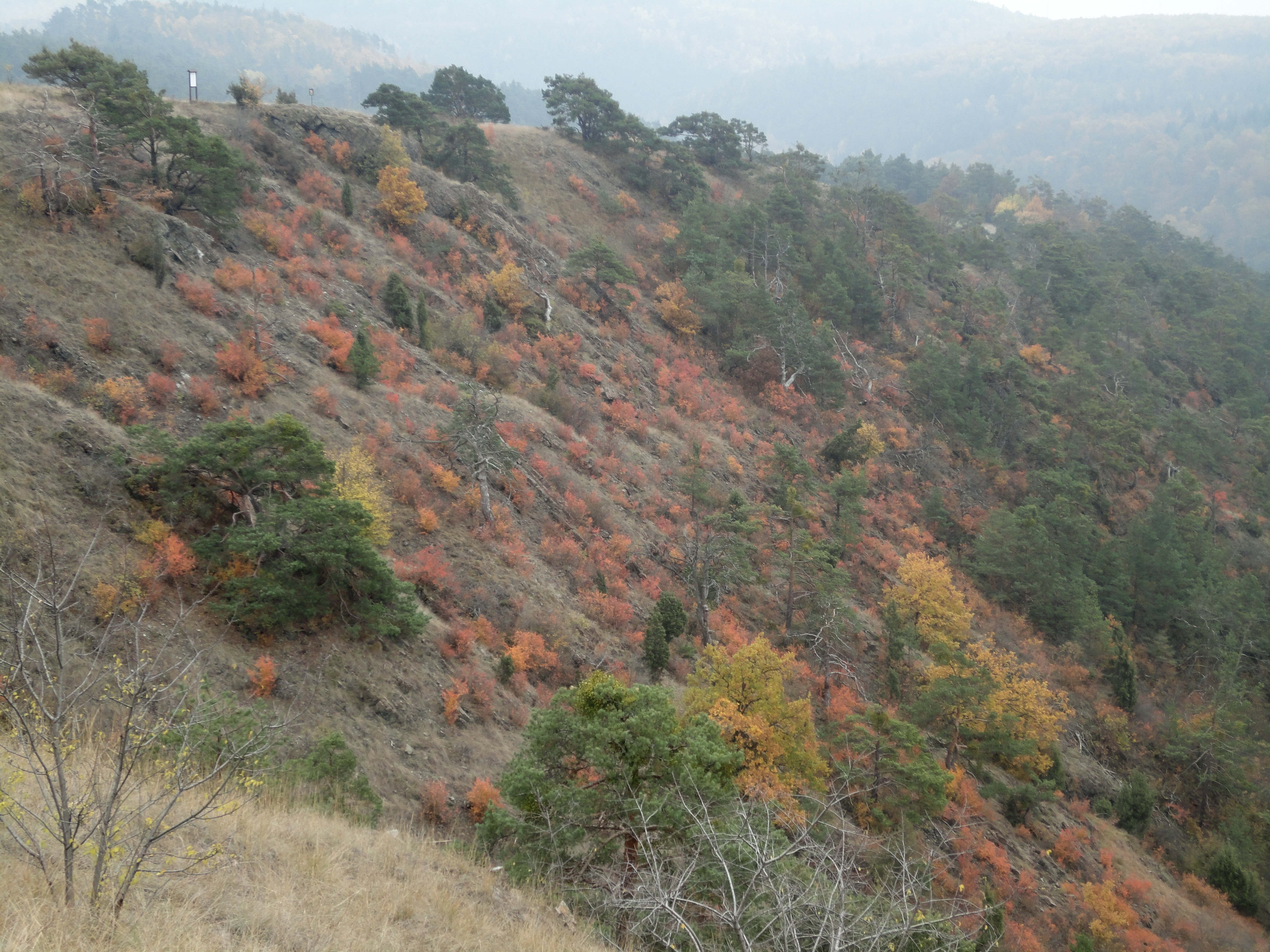
Step v podzimním období

Území je tvořeno převážně hadcem. Místy se zde vyskytují granulity a jurské štěrky. Na tomto podloží vznikly hořečnaté rendziny, neutrální až slabě alkalické půdy s vysokým obsahem půdního vzduchu, který zapříčiňuje rychlejší vysychání země. Na svazích, kde působí eroze, prostupuje na povrch hadec ve formě sutí a skalisek. Další půdní typy, které se zde objevují, jsou rankery nacházející se na sutích, luvizemě na návějových spraších a fluvizemě na nivních sedimentech.
Mohelenská step se kvůli rozdílné vegetaci, vzhledu a ekologickým předpokladům dělí na tři části: pastvinná step, skalní step a zalesněné stráně.
Na pastvinné stepi nacházející se na náhorní plošině bylo zjištěno ve 20. letech 20. století největší množství trpasličích forem rostlin (nanismů). Mikroklima je zde výrazně teplejší a sušší kvůli častějším větrům a silnějšímu oslunění. Tyto okolnosti způsobují rychlejší vysychání a po celý rok zde převládá sucho. Primárním porostem jsou trávy, kostřava ovčí (Festuca ovina), ostřice nízká (Carex humilis) a kavyl vláskovitý (Stipa capillata). Během roku tu můžeme spatřit dále křivatec žlutý (Gagea lutea) a diviznu brunátnou (Verbascum phoeniceum). Pozoruhodné jsou lišejníky, které v období sucha svinou své stélky do klubka, odpadnou a odvalí se na vyhovující místo, kde začnou znovu růst.

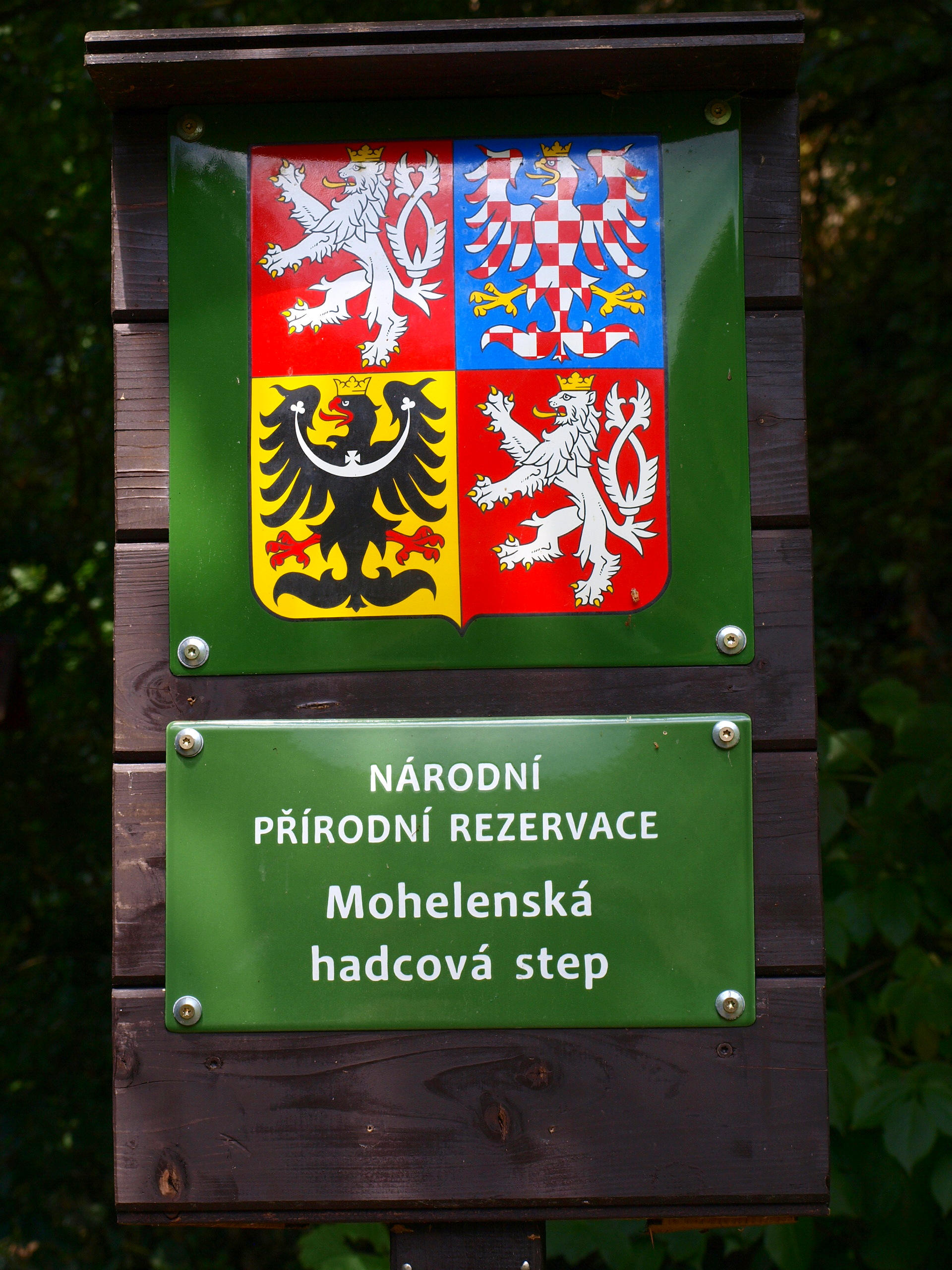
Návěstí NPR Mohelská hadcová step

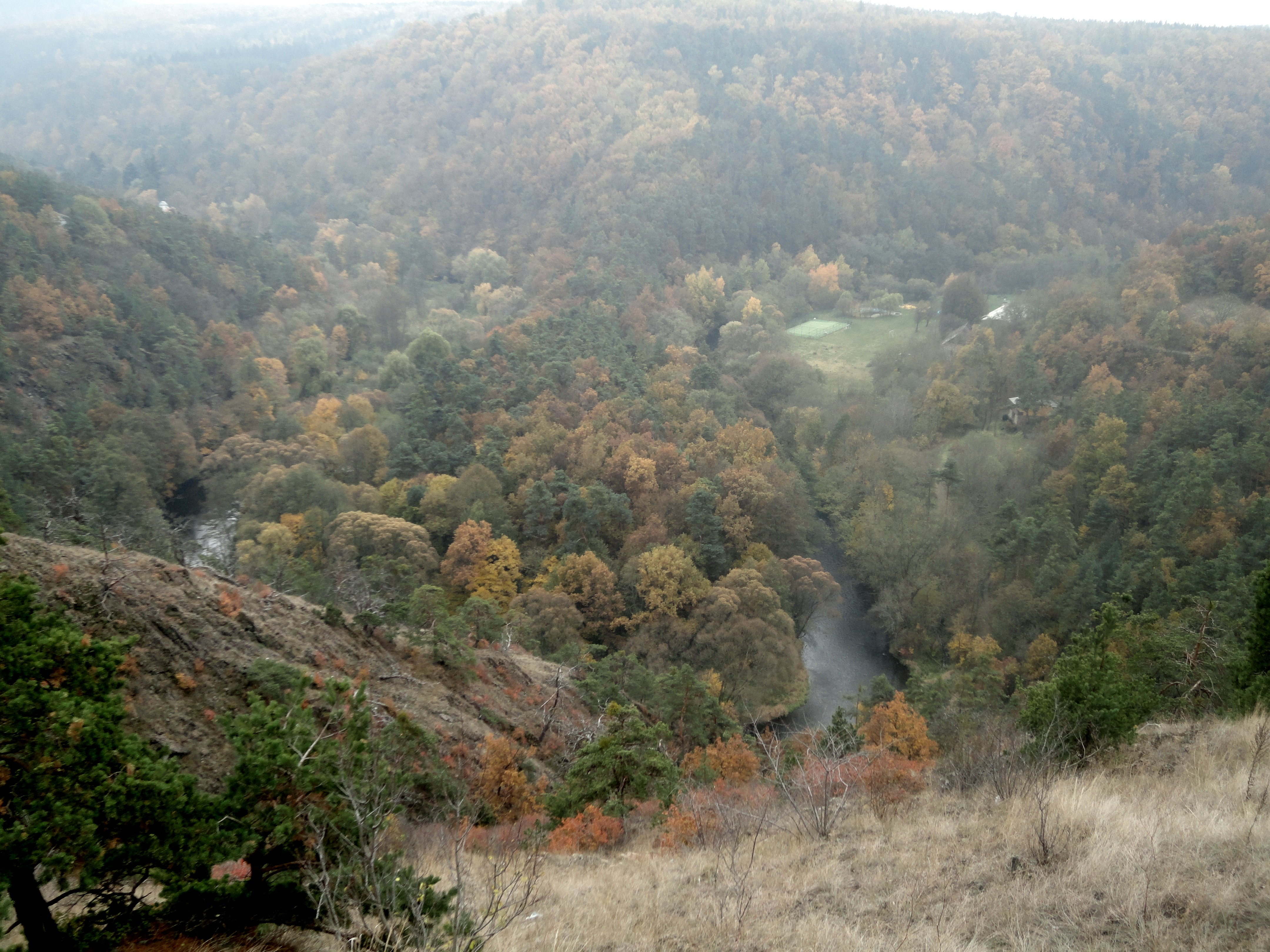
Řeka Jihlava – „Čertův ocas“

Druhou částí je tzv. skalní step. Mikroklima typické pro tuto oblast je dáno několika faktory. Hluboké údolí tvaru podkovy s jižní orientací, které je chráněno od severních a západních větrů, spolu s jednou z hlavních vlastností hadce, akumulací tepla, způsobuje, že na step dopadá několikanásobně více slunečního záření. V letních měsících to způsobuje ohřívání povrchu skal téměř o 25 °C více, než je teplota vzduchu, a také zimní měsíce jsou zde teplejší. Dohromady s rychlým vysycháním půd vzniká velmi suché mikroklima, které je zcela odlišné od klimatu okolí. Typickými rostlinami zde rostoucími jsou mahalebka obecná (Prunus mahaleb), mochna písečná (Potentilla arenaria), tařice horská (Alyssum montanum) aj.
Třetí a poslední částí jsou zalesněné stráně nalézající se na opačném břehu toku. Podloží této oblasti je převážně tvořeno rulami oproti jižně orientovaným svahům z hadců. Severní orientace svahů zapříčiňuje menší dopad slunečního záření, a tudíž je tato oblast chladnější a je pokryta souvislejším lesním porostem. Mikroklima oproti jiným částem stepi zde není tak extrémní a příliš se neliší od širšího okolí. Roste zde např. pěchava vápnomilná (Sesleria caerulea) a žebřice pyrenejská (Libanotis pyrenaica), jež jsou typickou podhorní vegetací.

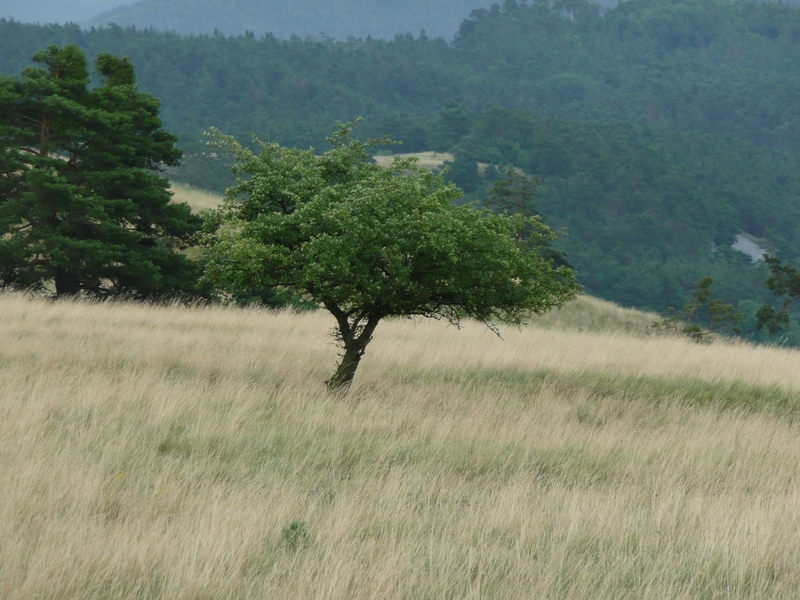
Mohelno, hadcová step

Rozdílný geologický podklad, orientace a s ní související vegetační pokryv a členitost terénu společně vytvářejí na nepříliš rozsáhlém území jedinečný ekotop, který má zcela specifické vlastnosti, jež u nás nemají obdoby.

## Biotopy
Teplomilné doubravy, které byly pravděpodobnou přirozenou vegetací, se v dnešní době nacházejí pouze na jižních svazích v nižších polohách. V daném pokryvu navíc převažuje invazní borovice. Na náhorní plošině je tato pravděpodobná lesní vegetace vytlačena druhotnými porosty, především bylinami. I přes to, že novější rostliny nahrazují původní, velká část z nich jsou významné a chráněné.
Na skalní stepi se vyskytuje kromě zakrslých dřevin i vegetace asociace kostřava sivá–pryšec.
Na mírných svazích jižní až západní orientace roste společenstvo subpanonských stepních trávníků s dominancí ostřice nízké (Carex humilis), kavylu vláskovitého (Stypa capillata) a kostřavy walliské (Festuca valesiaca).
Společenstvo úzkolistých suchých trávníků nacházející se na náhorní plošině a sousedních mírnějších svazích zastupuje např. bělozářka větevnatá (Anthericum ramosum), sleziník červený (Asplenium trichomanes) a mochna písečná (Potentilla arenaria).
Prudké skalnaté svahy různé orientace zastupuje asociace štěrbinové vegetace skal a drolin s dominancí metličky křivolaké (Avenella flexuosa), lipnice hajní (Poa nemoralis) a acidotolerantní kapradiny jako sleziníky (Asplenium sp.).
Pro střední části svahů převážně s jižní orientací je typická hadcová teplomilná doubrava s kručinkou chlupatou (Genista pilosa), dubohabřinami a na výslunných skalách acidofilními teplomilnými doubravami.

## Historie
První podnět ke zřízení rezervace dal v roce 1914 prof. Josef Podpěra, ovšem překážkou byla tehdejší těžba hadce. Pozemky byly pronajaty podnikateli Blimmsriterovi a ten se jich odmítal vzdát. Až po dlouholetém správním řízení byla nájemní smlouva zrušena (1930).

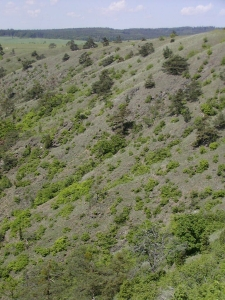
Mohelenská hadcová step

Zrušením smlouvy ovšem nezaniklo tzv. kutací právo. Po předložení hornického a botanického posudku dne 21. března 1933 bylo tedy ustanoveno ochranné pásmo. Po vypracování návrhu Rudolfem Dvořákem bylo vymezené území k 31. prosinci 1933 vyhlášeno chráněným územím. Další potíž činila stavba silnice Mohelno–Dukovany, která zasahovala do stepi. V tu chvíli bylo patrné, že řešením by bylo odkoupit pozemky od obce Mohelno. To se po řadě dalších problémů uskutečnilo, ale po skončení války nechtěli Mohelenští uznat smlouvu z roku 1944 a požadovali za step lesy. Po dvou kolech jednání iniciovaných Viktorem Plevou došlo k vyhlášení rezervace dne 11. prosince 1952. Při tomto jednání se také stanovily další podmínky ochrany rezervace Mohelenská hadcová step. Za státní přírodní rezervaci byla oblast vyhlášena 29. listopadu 1988 nařízením ministerstva kultury ČSR. Posledním významným rokem byl rok 2005, kdy byla step zařazena mezi oblasti soustavy Natura 2000, tedy do tzv. evropsky významných lokalit (kód C20613325).V roce 2012 byla NPR znovu vyhlášena ve stávající rozloze.

## Flora

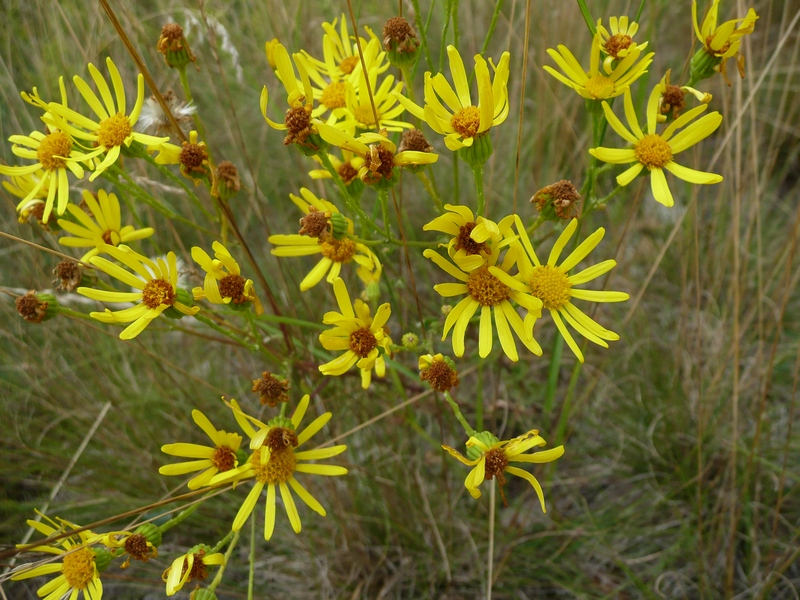
Starček roketolistý (Senecio erucifolius)

Mohelenská step se nachází na rozhraní dvou fytogeografických oblastí – samotná step spadá do termofytika a oblast ji obklopující do mezofytika. Právě tato skutečnost se podílí na druhové pestrosti. Na stepi byly některé druhy rostlin objeveny a popsány poprvé, takže je toto území pro ně klasickou lokalitou, jedná se o mech Aporella moravica, trávu ovsíř luční (Avenula pratensis) a o trstnatou bylinu trávničku obecnou (Armeria vulgaris). Trávnička se řadí k silně ohroženým druhům flóry ČR a řada lokalit, kde se nachází, je chráněná. Za zmínku stojí také významné tamější lišejníky Lecanora serpentinicola a Caloplaca dvorakii. Lidskou činností sem bylo zavlečeno i několik nepůvodních druhů jako borovice černá (Pinus nigra) a trnovník akát (Robinia pseudoacacia).
K dominantním dřevinám se řadí borovice lesní, poddruh borovice hákovitá (Pinus sylvestris var. hamata) nalézající se primárně na Krymu. Mezi borovicemi je možné zahlédnout ostrůvky s dubem zimním (Quercus petraea), který pravděpodobně v historii převažoval. Teplomilné keře jsou zde také časté, a to především mahalebka obecná (Prunus mahaleb), ptačí zob obecný (Ligustrum vulgare), dřišťál obecný (Berberis vulgaris) a jalovec obecný (Juniperus communis).

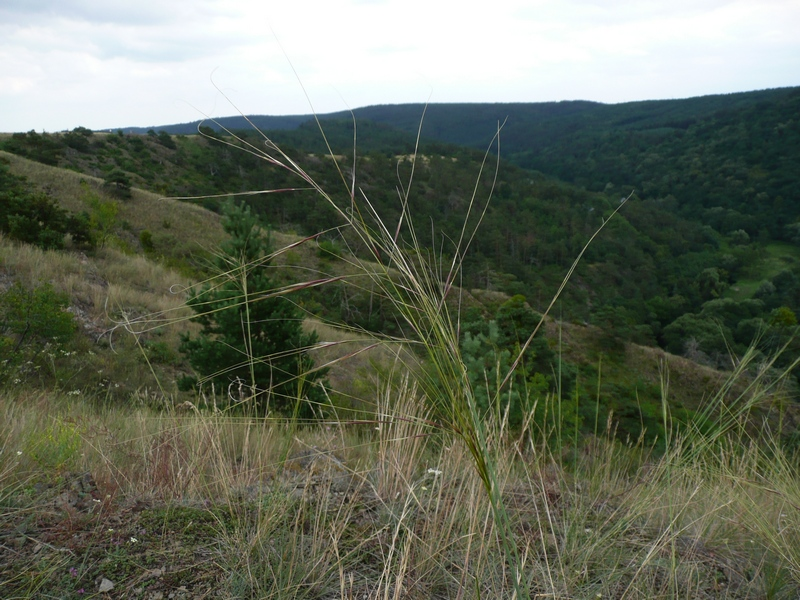
Kavyl vláskovitý (Stipa capillata)

Na různých částech území se nacházejí i různé druhy rostlin. Na prudkých svazích skalní stepi s jižní orientací se na jaře vytváří souvislý žlutý povlak kručinky chlupaté (Genista pilosa) a mochny písečné (Potentilla arenaria). V létě zde pak převažuje porost česneku žlutého (Allium flavum) a hvězdnice zlatovlásku (Galatella linosyris). Velkou část jara a léta zde kvetou především kavyly a kostřavy.
Na další části, pastvinné stepi, bylo objeveno nejvíce nanismů, které se na skalní stepi prakticky nenachází. Z rostlin zde převládá porost kostřav a ostřic.
Jednou z nejznámějších charakteristik je nanismus rostlin (zakrslé formy). Tento jev je především spojen s malým množstvím živin v půdě, klimatickými podmínkami jako suchý vzduch a velké množství světla. Díky těmto předpokladům dosahují některé rostliny pouze 1/10 až 1/20 svého běžného vzrůstu. Nanismus není ovšem dědičný, semena jsou plnohodnotná a při zasazení do úrodných půd vyrostou rostliny s jejich běžnou velikostí. Největší počet zakrslých forem zde objevil prof. Rudolf Dvořák, a to přes 300. Jedním z nanismů je mák vlčí (Papaver rhoeas), který běžně dorůstá do výšky 25–90 cm, ale na stepi jsou máky nevětvené, s přisedlými a úzkými (2–3 mm) lístky nepřesahujícími délku 1 cm. Jiným příkladem může být bodlák nicí (Carduus nutans), tužebník obecný (Filipendula vulgaris) a hvozdík Pontederův (Dianthus pontederae).

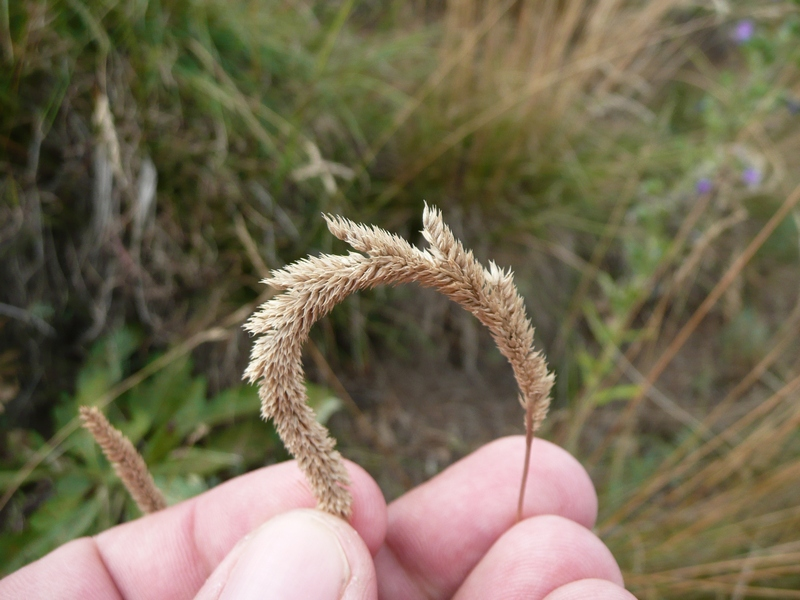
Bojínek tuhý (Phleum phleoides)

Další význam má výskyt tzv. serpentinofytů, rostlin vázaných na hadcové podloží. Jedná se o sleziník hadcový (Asplenium cuneifolium) a především podmrvku hadcovou (Notholaena marantae). Mohelenská step je pro tuto drobnou kapradinku nejsevernější doložené místo výskytu. Nejblíže se nachází o několik set kilometrů dále v Rakousku.
Na stepi ji poprvé v roce 1858 nalezl botanik Carl Roemer (1818–1891). Tehdy si její přítomnost vyložil jako relikt z období třetihor. Dle nových názorů botaniků se zde podmrvka hadcová objevila až později v některé době meziledové.
Hadí mord rakouský (Scorzonera austriaca) mající zde jedno z posledních nalezišť, roste na vápencových skalách a slunných místech. Patří mezi chráněné druhy (C3).

## Fauna

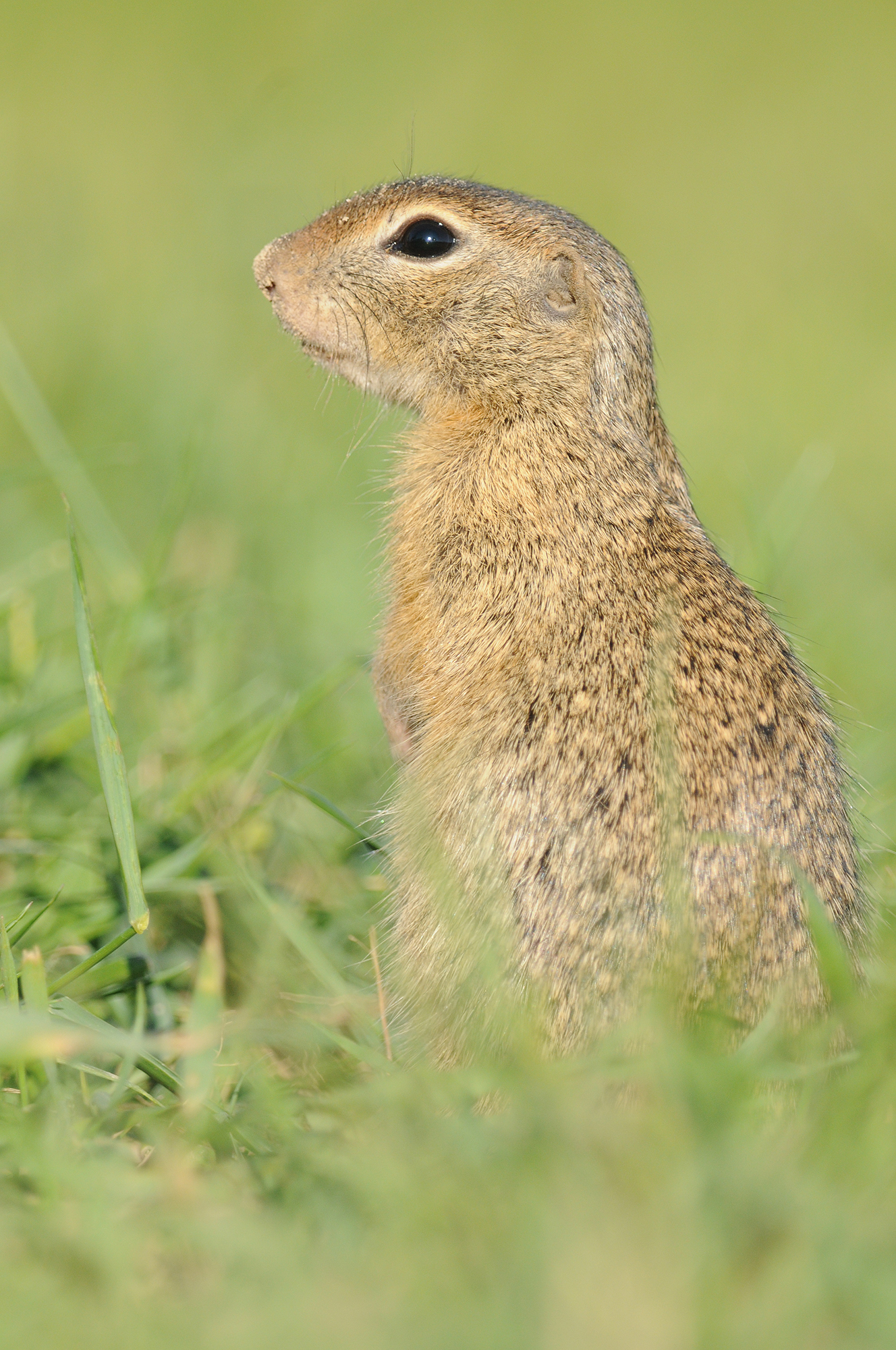
Sysel obecný patří v současnosti mezi kriticky ohrožené savce

Ze zvířecí říše je pestře zastoupen hmyz. Z ohrožených druhů hmyzu nacházejících se na stepi jmenujme např. kudlanku nábožnou (Mantis religiosa), ploskoroha pestrého (Libelloides macaronius) a otakárka fenyklového (Papilio machaon).
Jedním z důvodů zařazení stepi mezi tzv. evropsky významné lokality byl výskyt motýla přástevníka kostivalového (Callimorpha quadripunctaria), který je chráněný v rámci soustavy Natura 2000. Primárně se nachází v teplých oblastech a jeho housenka se v jarním období živí listy kopřiv a hluchavek. Dospělce lze spatřit na konci léta. Nachází se zde mnoho dalších druhů motýlů, bylo jich zde zjištěno několik set. K nejvýznamnějším patří zelenáček chrpový (Jordanita chloros), vřetenuška pozdní (Zygaena laeta) a další druhy vřetenušek, píďalek, můr a jiných drobných motýlů.
Na mohelenské stepi bylo nalezeno 91 ze 107 středozemních forem mravenců; ve 21. století bohužel počet klesl na 64, ovšem i tak to činí více než polovinu všech druhů na území ČR. Výskyt Bothriomyrmex corsicus mohelensis a Strongylognathus bulgaricus, kteří patří mezi nejvýznamnější druhy mravenců pro step, nebyl již přes 20 let potvrzen. Zajímavá je také fauna brouků, zejména výskyt střevlíků Cymindis axillaris, Cymindis humeralis a Platyderus rufus. Na borovicích se vyvíjí krasec osmiskvrnný (Buprestis octoguttata) a po zemi běhá kozlíček písečný (Dorcadion pedestre). Z dalších zástupců teplomilného hmyzu se zde vyskytuje kobylka révová (Ephippigera ephippiger), žahalka Scolia hirta či velmi vzácný mravkolev Dystoleon tetragrammicus.
Nanismus, který by se dal čekat pouze u rostlin, se zde projevuje i u hmyzu. Patří sem zástupci denních motýlů, teplomilných sarančí (Acridoidea) a hmyzí společenstva na kavylech a kručince.
Z pavoučí říše bylo objeveno 285 forem ze 410 známých a můžeme jmenovat vzácné teplomilné běžníky Ozyptila kotulai a Xysticus marmoratus.
Teplé mikroklima činí z mohelenské stepi výborné útočiště pro plazy. K těm vzácnějším patří ještěrka zelená (Lacerta viridis) a užovka podplamatá (Natrix tessellata). Kuriozitou, která zde byla spatřena pouze jednou, byla dvoumetrová užovka stromová (Elaphe longissima). Z ptáků se zde běžně dají pozorovat poštolka obecná (Falco tinnuncullus) nebo káně lesní (Buteo buteo). Vyskytuje se zde také výr velký (Bubo bubo) a zástupci některých teplomilnějších druhů ptáků: krutihlav obecný (Jynx torquilla), pěnice vlašská (Sylvia nisoria) a konopka obecná (Acanthis cannabina). Velmi významný je výskyt populace sysla obecného (v roce 2007 zhruba padesát jedinců). V rámci ochrany kolonie Sysla obecného na hadcové stepi, byly na silnici mezi Mohelnem a mohelenskou nádrží instalovány značky s podobiznou sysla a dodatkovou tabulkou "Migrace sysla". Na silnici budou instalovány od května do září, kdy probíhá migrace sysla. V roce 2019 byly opět značky s podobiznou sysla instalovány, bylo zjištěno, že v roce 2018 bylo usmrceno motorovými vozidly minimálně 12 jedinců sysla z celkem 70 jedinců žijících v kolonii. Reálný počet usmrcených zvířat může být i několikanásobně vyšší.
V roce 2019 byly na ochranu sysla instalovány zpomalovací prahy. I přes instalaci značek s podobiznou sysla zahynulo minimálně 12 zvířat.

## Ochrana

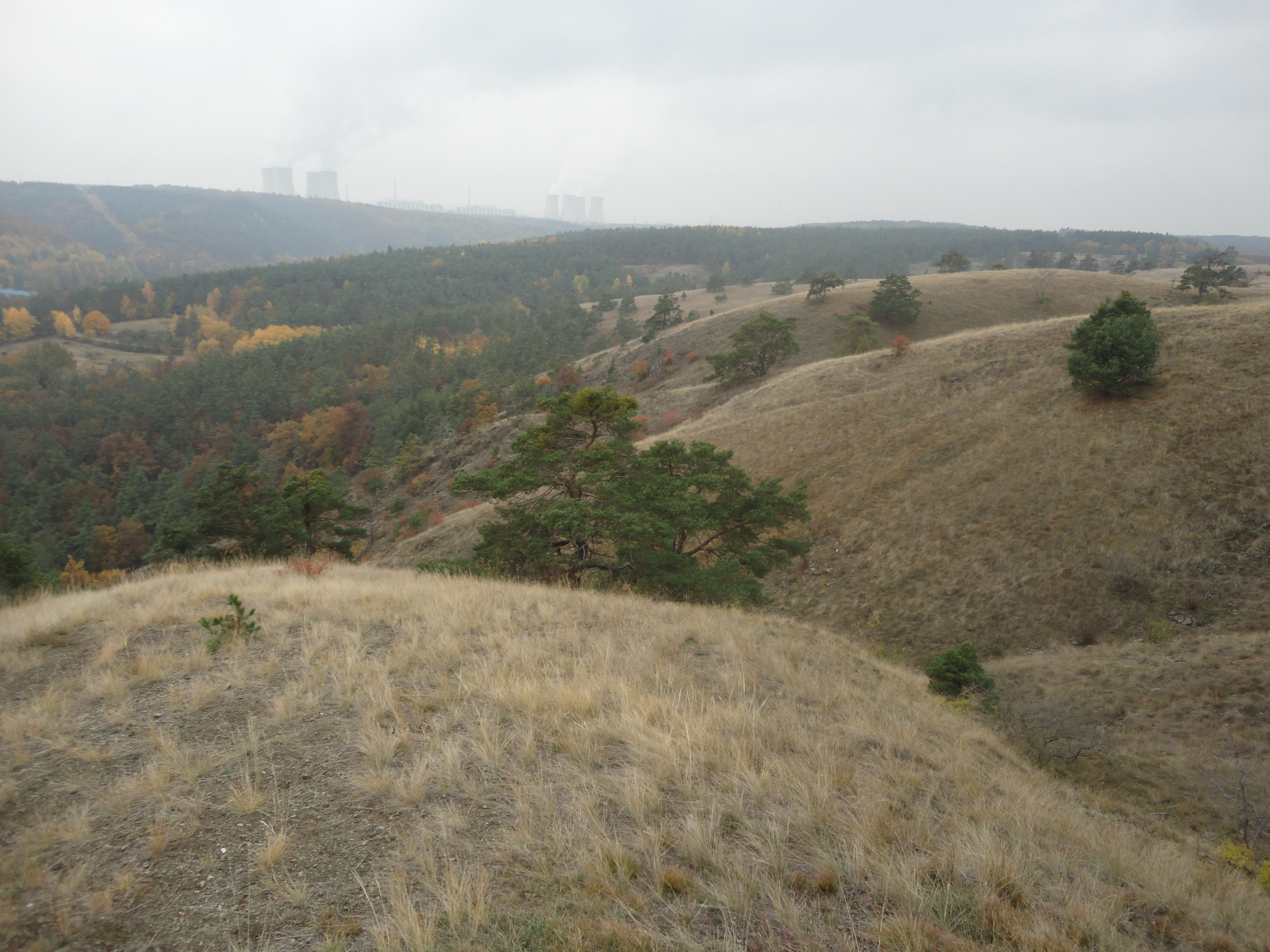
Výhled na JE Dukovany

V dnešní době ovlivňují vegetaci nádrže Mohelno a Dalešice. Jejich vybudováním (1970–1978) došlo ke změně vodního režimu řeky a křovinný porost, který byl přirozeně redukován činností tekoucí vody, nyní tvoří souvislý pás a způsobuje zarůstání koryta. Území skalnaté a pastvinné stepi je naproti tomu ovlivněno těžbou dřeva a pastvou dobytka. Po zastavení pastvy v 50. letech 20. stol. začala step zarůstat borovicí a zastoupení dřevinami rapidně vzrostlo (z 16 % v roce 1950 na 64 % v roce 1984). Po částečných regulačních zásazích (redukce dřevin, vymýcení akátu, znovuobnovy pastvy) se step postupně vracela do původní podoby. Všechny dnešní zásahy vycházejí z aktuálně platného plánu péče o NPR. Skalní step je ponechána přirozenému, ale monitorovanému vývoji a ve zbývajících oblastech budou prováděny další bioregulační kroky – kompletní vymýcení akátu, zmenšení porostu borovice. Nadále by měla pokračovat pastva dobytka.
Na podzim roku 2010 a na jaře 2011 proběhl na stepi úklid spočívající především ve sběru odpadků, které byly dle možností dále vytříděny. O vše se staralo občanské sdružení Pozemkový spolek Koniklec, který má v péči další lokality. V roce 2017 bude horní část stepi spásat zpočátku 60 ovcí, postupně až 100. Ovce budou postupně spásat a udržovat trávu na horní části stepi. Ovce udržovaly step od 19. století do roku 1933, později od roku 1997.
V roce 2019 v rámci dobrovolnické akce Čas pro dobrou věc zaměstnanci Jaderné elektrárny Dukovany čistili plochu památky.
Někdy před rokem 2017 byly zřejmě pod dřevěnou vyhlídkou milovníkem kaktusů vysázeny opuncie hnědoostné, v roce 2017 již opuncie rostly v počtu několika desítek jedinců na několika arech, bylo potřeba je odstranit. Byly odstraněny, ale jejich šíření pokračovalo i další dva roky. Znovu proběhl pokus o odstranění šířících se opuncií v srpnu roku 2023. Ani to nestačilo a kaktusy se šíří dál a ohrožují místní chráněné rostliny, v roce 2024 se pokus o odstranění kaktusů opakoval. Podobně se snažili ochránci přírody odstranit agresivní nelokální akát, tam se odstranění povedlo a byť ještě na několika místech roste, tak je jeho růst hlídán.

## Naučná stezka
Ve 30. letech se sestupovalo k řece příkrou Suzovou stezkou. Současná naučná stezka byla vytvořena ve druhé polovině 20. století a v roce 2007 byla opravena. Trasa je dlouhá 4 km a je doplněna deseti tabulemi s informacemi o okolí stanoviště.
Na tabuli č. 1 se návštěvník seznámí s historií rezervace a správou území. Z tabule č. 2 se návštěvník dozví o geomorfologickém vývoji údolí. O pár metrů níže se nachází skalní step. Panel č. 3 popisuje ekotyp mohelenské borovice. Odtud se klesá k zastávce č. 4 charakterizující složení biotopů říčního údolí. Panel č. 5 informuje o vývoji společenstev a tabule č. 6 seznamuje s významnými osobnostmi spojenými se stepí a vlastnostmi hadce. Při průchodu okolo Mohelenského mlýna, kde je umístěna galerie, se u jezu nachází tabule č. 7 popisující biotop řeky. Panel č. 8 poukazuje na významné malíře a fotografy. Značnou část vzácných kapradin lze nalézt u zastávky č. 9 a po zdolání schodů se návštěvník ocitne na náhorní plošině s výhledem. Poslední panel, č. 10 popisuje biotop drnové stepi a informuje o nejnovějších událostech.
Značky zakazují vstup návštěvníků mimo vyhrazená místa, lokalita je hlídána ostrahou.
Od května roku 2023 do března roku 2024 byla ve spolupráci AOPK a městyse Mohelna obnovena návštěvnická infrastruktura, byla postavena nová pozorovatelna syslů, osazeny nové informační tabule, postaven dřevěný altán a byly provedeny další úpravy.

## Fotogalerie

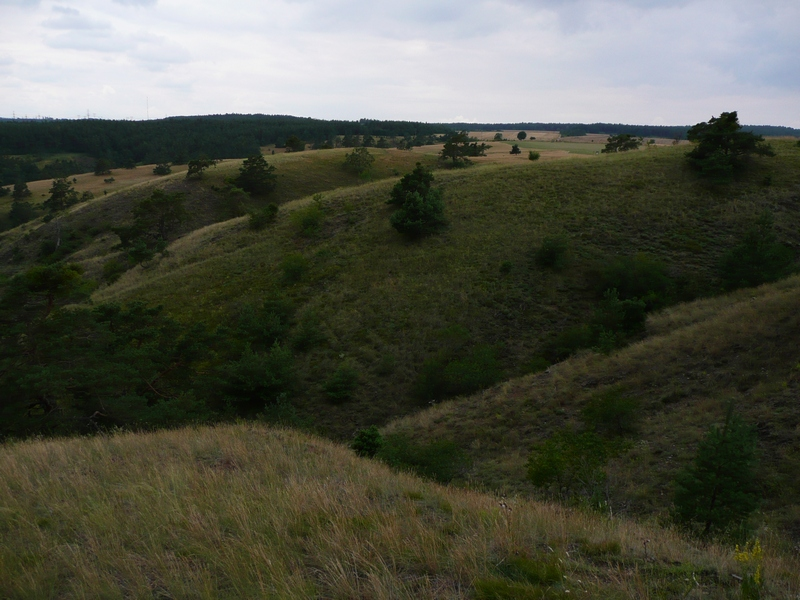
Mohelno, hadcová step
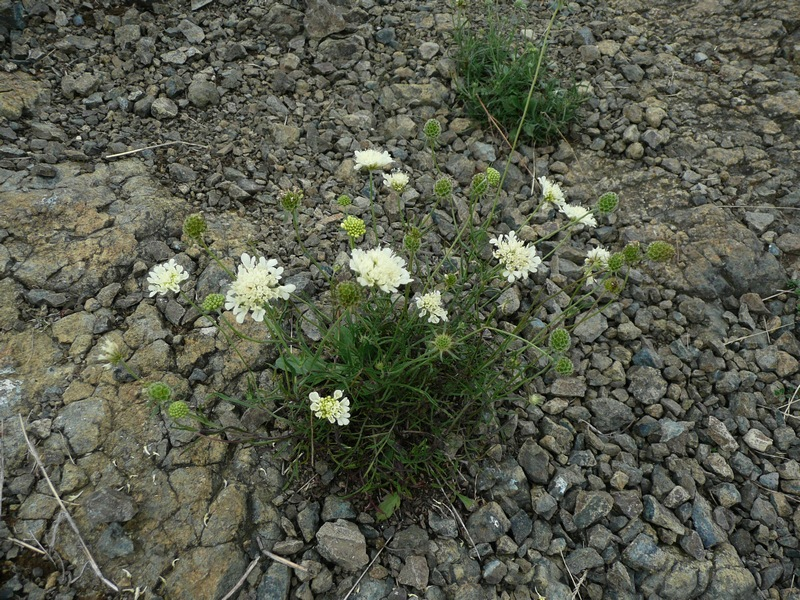
Hlaváč bledožlutý (Scabiosa ochroleuca)
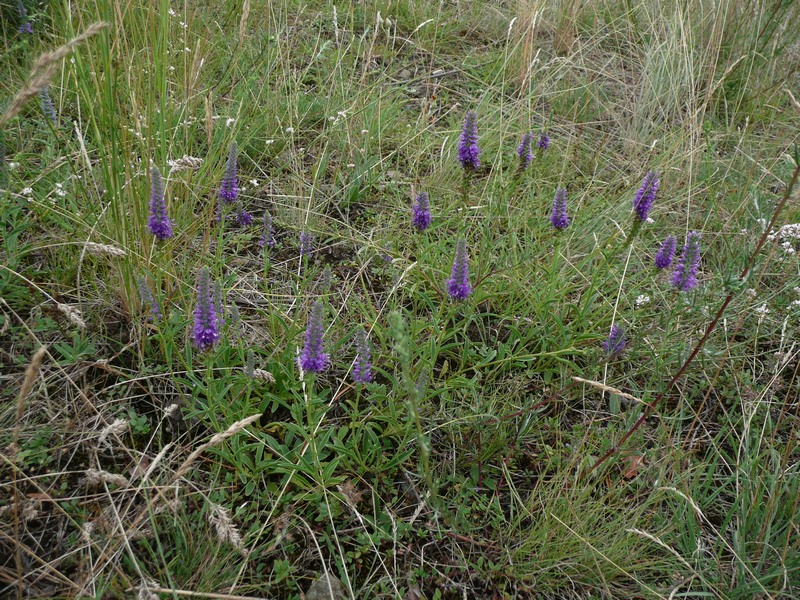
Rozrazil klasnatý (Veronica spicata)
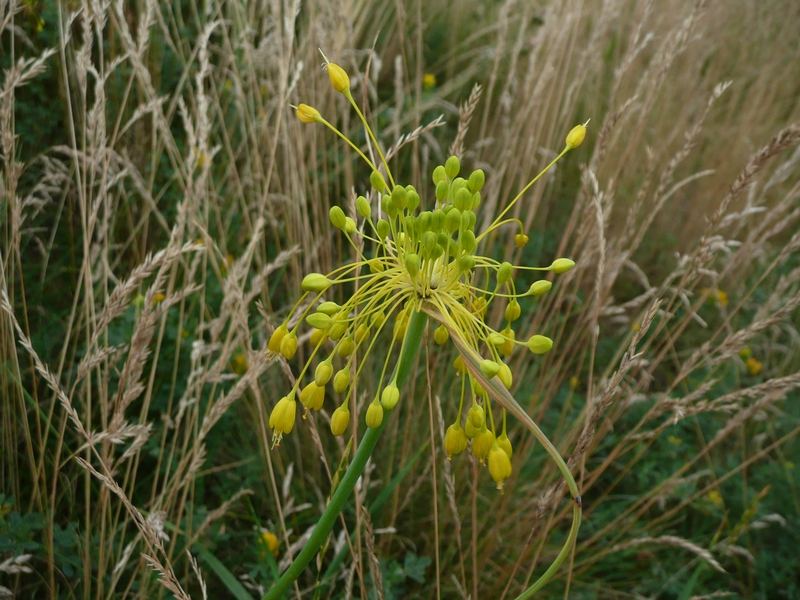
Česnek žlutý (Allium flavum)
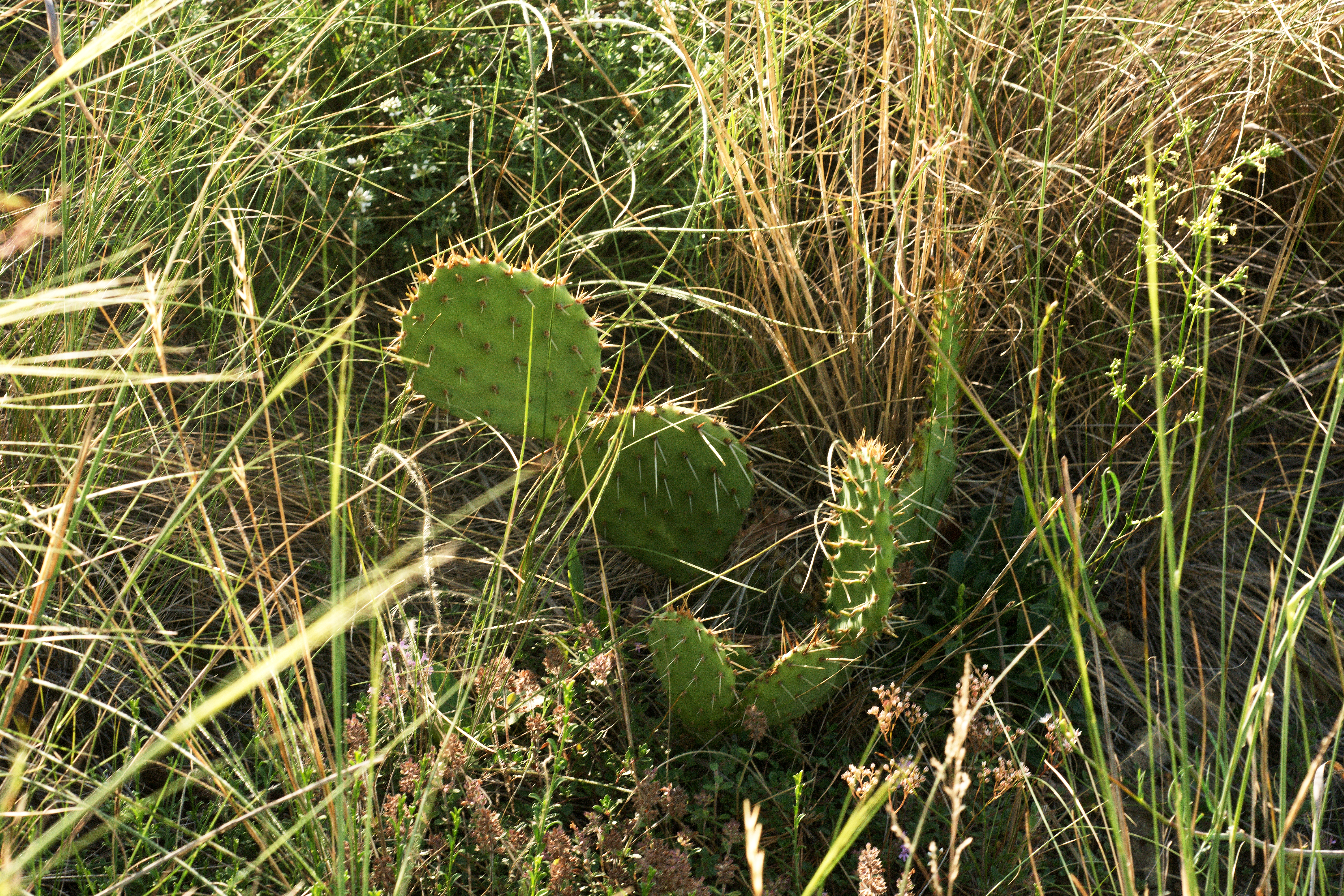
Opuncie hnědoostná rostoucí nedaleko vyhlídky. Uměle vysazený druh.